# فيرونيك شيلتز
فيرونيك شيلتز (بالفرنسية: Véronique Schiltz)‏‏ (23 ديسمبر 1942 في شاتورو - 4 فبراير 2019 في باريس) عالمة آثار، ومؤرخة الفن من فرنسا.

## الجوائز
- وسام جوقة الشرف من رتبة فارس[8]
- نيشان الاستحقاق الوطني من رتبة ضابط[9]
- وسام السعفات الأكاديمية من رتبة فارس